# Teatro Belasco
El Teatro Belasco es un teatro del circuito de Broadway que inició operaciones en 1907 en Midtown Manhattan, Nueva York (Estados Unidos). Conocido originalmente como el Teatro Stuyvesant, fue diseñado por el arquitecto George Keister para el empresario y productor teatral David Belasco. El interior contaba con lámparas y techos en vidrio Tiffany, una rica carpintería y amplios murales del artista estadounidense Everett Shinn, y un ático dúplex de diez habitaciones que Belasco utilizó como vivienda y oficina.